# 原田虎三
原田 虎三（はらだ とらぞう、1854年1月31日（安政元年1月3日） - 1898年（明治31年）11月11日）は、明治時代の実業家。農林技官。

## 経歴
駿河国駿東郡沼津城下（現沼津市）に生まれる。1871年（明治4年）沼津の海軍兵学寮に1期生として入校。1880年（明治13年）工部大学校機械科を卒業し、工部省助手となった後、工部大学校教授補、同校助教授を経て、1883年（明治16年）より農商務省にて船舶検査業務に従事する。翌年、大阪商船に招かれ機関検査役に就任。同社の鉄船採用を推進した。また、イギリスのグラスゴーに赴き三連成蒸気機関を購入し、帰朝後「大和川丸」、「宇治川丸」に日本で初めて三連成蒸気機関を備え付けた。
1894年（明治27年）病により職を辞したのち、1896年（明治29年）大阪に「船舶諸機械相談所」を設置し日本の技術コンサルタントの先駆となった。ほか、日本初の工学系学術団体である工学会の初代会長を務めた。